# Sigesbeckia orientalis

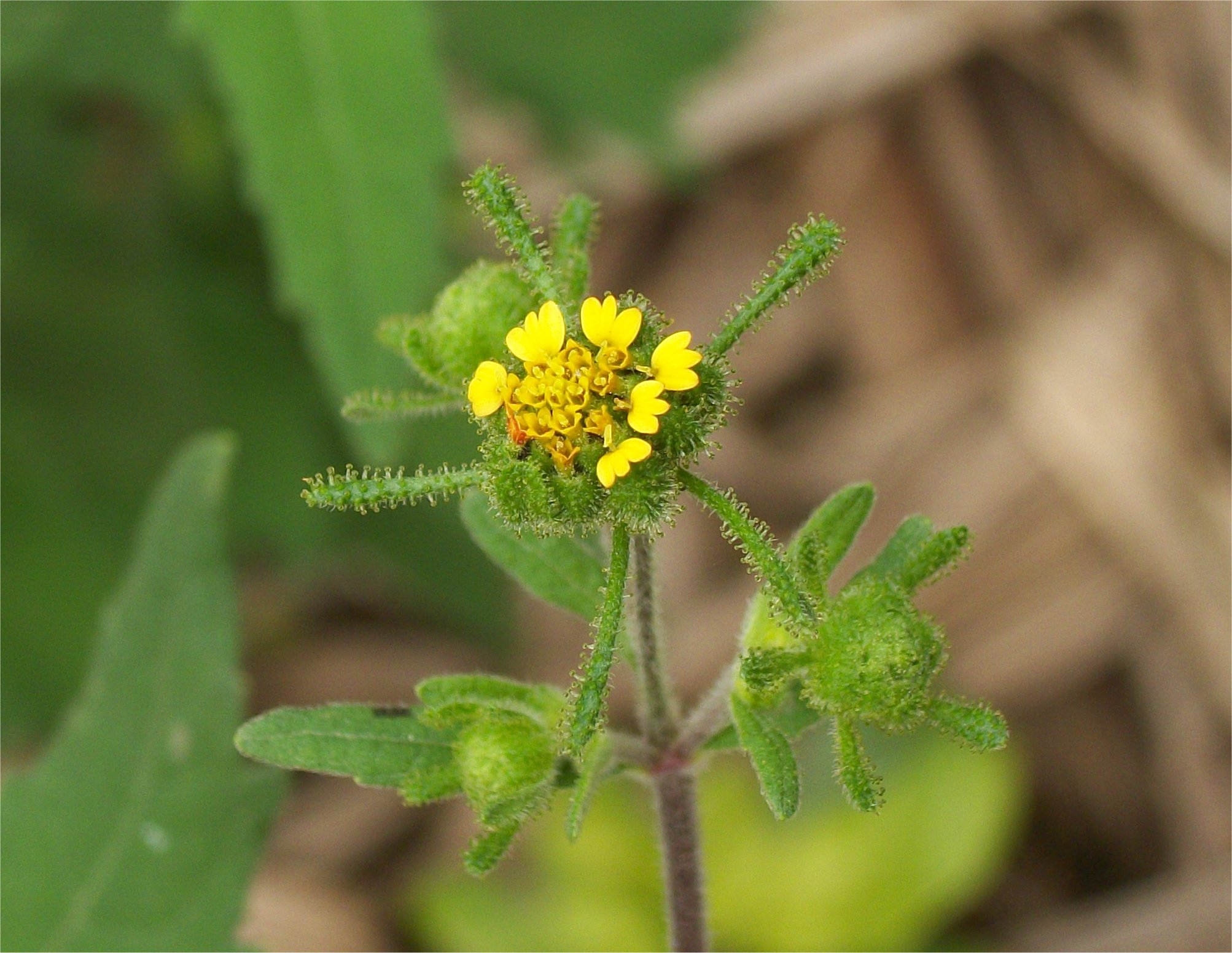
S. orientalis - il fiore

Sigesbeckia orientalis (o Siegesbeckia orientalis) è una pianta appartenente alla famiglia Asteraceae.

## Descrizione della specie
Pianta erbacea annuale, con portamento eretto, pelosa, alta 40–50 cm. Sia i semi che i fiori hanno un cattivo odore.
foglieopposte, da ovali a triangolari a lanceolate, lunghe, 2–4 cm, dentellate, acuminate e vellutate, con la base che decorre verso il picciolo.
fioricapolini gialli e arrotondati, posti all'estremità dei rami, di 5–6 mm di diametro, con 5 petali, cadono molto presto dopo la fioritura che avviene in autunno.
semicirca 10, di solito curvi, senza anello di peli nella parte superiore; provvisti di 5 brattee, a forma di cucchiaio, che si irradiano dalla base dell'apice del seme, costellati di piccoli peli rigidi.

## Habitat
Nativa dell'Asia Orientale, cresce nelle zone della fascia subtropicale.

## Usi
Questa pianta è utilizzata per varie patologie nella medicina tradizionale e alternativa nei paesi in cui è diffusa:
- nelle Filippine, il decotto delle foglie è come cicatrizzante sulle ferite e sulle piaghe
- l'estratto acquoso, in sciroppo, a volte mescolato con ioduro di potassio come sudorifero e antisifilitico
- sulla pelle, una miscela di parti uguali di una tintura e glicerina, come rimedio per la tigna
- il decotto di foglie e germogli giovani, usato come lozione per ulcere e malattie parassitarie della pelle
- il succo dell'erba fresca come condimento per le ferite, dove si asciuga lasciando una pellicola protettiva
- in Cina, come un rimedio per la febbre, reumatismi e colica renale, per alleviare i dolori delle ferite, la malaria cronica e come antielmintico
- in Indocina, la pianta intera come cardiotonico
- a Tahiti è un ingrediente per le preparazioni a base di erbe utilizzate per le ferite, distorsioni, lussazioni, e contusioni
- in Gran Bretagna, mista a glicerina, come rimedio per la tigna
- nell'Isola di Mauritius, per curare sifilide, lebbra e malattie della pelle[2]
- dai Creoli come copertura di protezione per ferite, ustioni

## Principi attivi
Nel 1885 Lionel Auffray isolò da essa un glucoside bianco e cristallino, dal sapore amaro, la darutina (o darutoside), che chiamò così in onore di Clement Daruty de Grandpré, autore di piante medicinali dell'isola di Mauritius.
Uno studio sulle parti aeree ha portato all'individuazione di otto sostanze liposolubili:
- acido siegesesterico, ovvero acido ent-17-acetossi-18-isobutirilossi-16(α)-kauran-19-oico
- acido siegeseterico, ovvero acido ent-17-etossi-16(α)-(-)-kauran-19-oico
- acido ent-16β,17-diidrossi-kauran-19-oico
- kirenolo
- β-sitosteril glucoside
- eneicosanolo
- metil arachidato
- β-sitosterolo

In una ricerca su estratti in etanolo della pianta sono stati scoperti sei nuovi ent-pimarani diterpenoide:
- ent-14β,16-epossi-8-pimarene-3β, 15α-diolo
- 7β-idrossidarutigenolo
- 9β-idrossidarutigenolo
- 16-O-acetildarutigenolo
- 15,16-di-O-acetildarutoside
- 6-O-acetildarutoside

In uno studio sono state isolate quattro sostanze cristalline e un flavonoide, la 3,7-dimetilquercetina, insieme a sali inorganici, nitrato di potassio, e due terpenoidi sconosciuti.
Un altro studio ancora ha scoperto otto nuovi ent-pimarani diterpenoidi e glicosidi diterpenoidi, insieme a sette diterpeni già noti.

## Nomi comuni internazionali
Si elencano di seguito alcuni nomi comuni internazionali
- (ZH) : Xi xian cao, hay lim cho, Zhan hu cai
- (EN) : small yellow crown beard
- Creolo: colle colle
- (TO) :kakamiika
- (JA) :kirenso
- (KO) : oech'umch'o
- Colombia: trompetilla

- (FR) : herbe de Saint-paul, herbe de Placq
- (DE) : Siegesbeckie
- Figi: senikaka
- Samoa: a'ami'a
- Tahiti: amia, amiami
- Isole Marchesi: niou